# Cesare Nielsen
Cesare Nielsen (Bologna, 24 maggio 1898 – ivi, 11 luglio 1984) è stato un medico ed entomologo italiano.
Laureato in Medicina e Chirurgia presso l'Università di Bologna nel 1925, esercitò a lungo la professione di odontoiatra, dedicandosi nel tempo libero agli studi naturalistici. Acquisì negli anni una notevole competenza entomologica nel campo dello studio degli Odonati, divenendo una indiscussa autorità in materia.

## Opere
- Cesare Nielsen e Cesare Conci, Fauna d'Italia Vol. I - Odonata, Bologna, Calderini, 1956.

| Nielsen è l'abbreviazione standard utilizzata per le specie animali descritte da Cesare Nielsen. Categoria:Taxa classificati da Cesare Nielsen |